# Kisecset
Kisecset je obec v maďarské župě Nógrád. V roce 2011 zde žilo 170 obyvatel.